# یانیک هابرر
یانیک هابرر (به آلمانی:Janik Haberer) (زاده ۲ آوریل ۱۹۹۴) یک فوتبالیست حرفه‌ای اهل آلمان است که به عنوان هافبک برای باشگاهی حاضر در بوندس‌لیگا به نام فرایبورگ بازی می‌کند.

## افتخارات
- قهرمانی جام ملت‌های اروپا زیر ۲۱ سال ، ۲۰۱۷ [۴]